# Club Atlético Colegiales (Concordia)
El Club Atlético Colegiales es un club de fútbol de la ciudad de Concordia, Provincia de Entre Ríos en Argentina. Su presidente es Ramón Sosa, mientras que la dirección técnica está a cargo de Mario Legarreta. Disputa sus partidos oficiales en el estadio Parque Mitre.

## Historia
Fue fundado el 21 de septiembre de 1940. Se consagró campeón de la Liga Concordiense de Fútbol en tres oportunidades.
El club tuvo participaciones en competencias del ascenso argentino, al obtener el Torneo Apertura 2006 de la Liga Concordiense se clasificó al Torneo del Interior 2007. En dicha competencia, realizó una campaña que le permitió disputar un puesto de ascenso directo, aunque perdió la oportunidad al ser derrotado por Tiro Federal de Morteros. Debido a esto tuvo que jugar la promoción, obteniendo el ascenso al Torneo Argentino B al vencer por un global de 5 a 2 al Atlético Uruguay.
En la cuarta categoría del fútbol argentino disputó ocho temporadas consecutivas, entre las que se puede destacar la temporada 2011-12, en la cual llegó a disputar uno de los ascensos cayendo en cuartos de final. Además, como miembro del Argentino B, disputó la Copa Argentina en sus ediciones 2011-12, 2012-13, 2013-14 y 2014-15.
En el año 2015, perdió la categoría en el renombrado Torneo Federal B al finalizar último en su zona. Luego del descenso, disputó el Torneo Federal C en 2016 y 2018, ediciones en las que no pudo lograr el ascenso.

## Jugadores
Jugadores Destacados
Cristian Tarragona: en Vélez
Diego Jara: jugó en CCSE, en Patronato, en Racing de Córdoba

## Palmarés
- Liga Concordiense de Fútbol: 2006 (A), 2008, 2013